# Казімеж Юзеф Дунін Маркевич

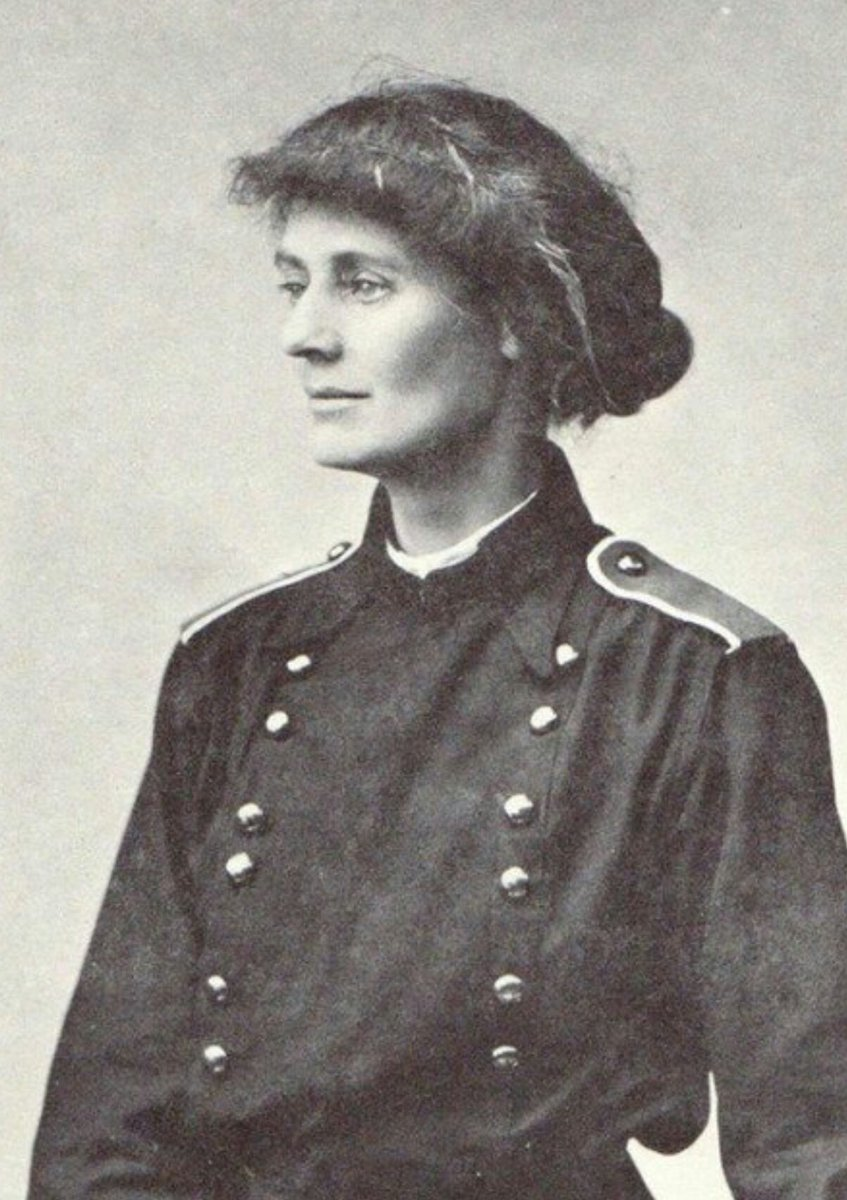
Дружина Констанція

Казімеж Юзеф Маркевич гербу Лебідь (нар. 15 березня 1874, Денихівка, Білоцерківський р-н, Київська обл. — 2 грудня 1932, Варшава, Польща) — польський художник, драматург, юрист, театральний режисер, сценограф.

## Біографія
Він народився в Денихівці в родині землевласника, був сином Петра Маркевича та Марії Хжащевськой. З 1892 року жив у Києві, де вивчав право в місцевому університеті та навчався малювання у школі рисунка Миколи Івановича Мурашка (1844–1909), українського художника і педагога. У 1895 році він поїхав до Парижа, де навчався, серед іншого, в Школі витончених мистецтв і виставляв свої картини, серед інших у Салоні Незалежних і в 1900 році на Всесвітній виставці. У цей період він одружився з Ядвігою Нейман гербу Сплава, яка народила двох синів, Станіслава і Річарда. Ядвіга та Річард померли в Україні 1899 року. Ще під час навчання в Парижі Казімеж познайомився з тодішньою студенткою мистецтва Констанс Гур-Бут, яка згодом стала борчинею за незалежність Ірландії та громадською активісткою. У 1900 році одружився з Констанцією. Лише в 1901 році вони провели кілька місяців у маєтку Казімєжа в Животівці, приблизно за 20 км на південний захід від Денихівки. З 1902 року, після короткого перебування в Парижі, він жив в Ірландії: короткий час у Ліссаделлі, у північному графстві Слайго на півострові Магеров, де народилася донька родини Маркевичів, Мейв Еліс, пізніше жив у столиці Дубліні, де він малював, писав п'єси, режисерував і оформляв декор.
У 1913 році перебував в Албанії як воєнний кореспондент. Початок Першої світової війни змусив його, як російського підданого, вступити до лав царської армії. Важке бойове поранення перервало його активну службу, згодом він був військовим перекладачем у Москві, а потім повернувся в Україну. Його стосунки з дружиною послабилися через відстань і її інтенсивну політичну діяльність. У 1918 році, під час революції, він повернувся до Польщі й оселився у Варшаві. З 1919 року працював у консульстві США юрисконсультом. Його картини знаходяться в музеях і численних приватних колекціях Ірландії, Великобританії та США.
Маркевич походив зі шляхетського роду герба Лебідь. Родина Маркевичів володіла маєтком у Животівці біля Оратова Вінницького повіту. Він подавав себе графом (графом Маркевичем), але насправді ним не був. Його дружину Констанцію називали графинею.

## Мистецтво
- Шануйте полеглих
- Дикі поля
- Справа честі
- Любов або кулак